# Xestoleberis aurantia
Xestoleberis aurantia is een mosselkreeftjessoort uit de familie van de Xestoleberididae. De wetenschappelijke naam van de soort is voor het eerst geldig gepubliceerd in 1838 door Baird.